# Radulinus vinculus
Radulinus vinculus är en fiskart som beskrevs av Bolin, 1950. Radulinus vinculus ingår i släktet Radulinus och familjen simpor. Inga underarter finns listade i Catalogue of Life.